# Jean-Michel Faure

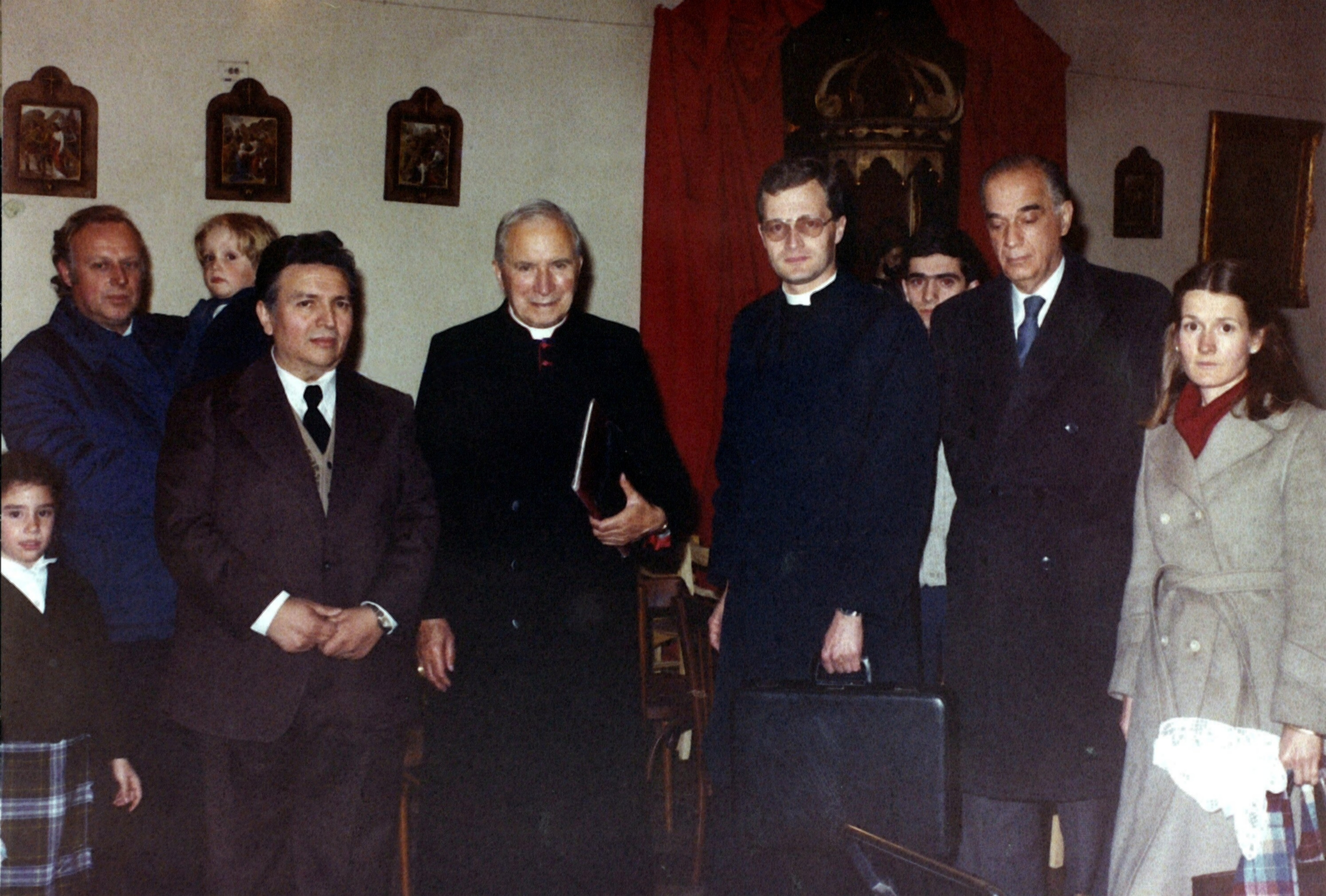
Jean-Michel Faure (mit Koffer), links neben ihm Marcel Lefebvre

Jean-Michel Faure (* 1941 in Algier, Departement Algier, Französisch-Nordafrika, heute Algerien) ist ein Bischof der katholisch-traditionalistischen Priestergemeinschaft Marcel Lefebvre.

## Biografie
Nach der Unabhängigkeit Algeriens emigrierte die Familie Faure nach Südamerika. Jean-Michel Faure trat im Oktober 1972 in das Seminar der Priesterbruderschaft St. Pius X. in Ecône ein. Im Juni 1977 empfing er ebenda durch den emeritierten Erzbischof Marcel Lefebvre das Sakrament der Priesterweihe.
Nach seiner Ordination bereiste er Südamerika und Mexiko, um das dortige Netzwerk altritualistischer Messzentren zu organisieren.
Von 1980 bis 1985 wirkte Faure als erster Direktor, bis 2009 als Professor des Internationalen Priesterseminars „Unsere Liebe Frau und Miterlöserin“ in La Reja (Argentinien). 1985 wurde er zum Leiter des Distrikts Mexiko der Piusbruderschaft ernannt. 
Seit 2013 ist er erklärter Gegner einer Annäherung der Piusbruderschaft an den Vatikan. Er unterstützte den aus jener Bruderschaft ausgeschlossenen Bischof Richard Williamson durch Gründung der Bewegung SSPX Resistance (auch La Resistenca und Priestergemeinschaft Marcel Lefebvre genannt). 2014 wurde er aus der Piusbruderschaft ausgeschlossen.
Am 19. März 2015 weihte Richard Williamson Faure ohne päpstliche Genehmigung im brasilianischen Kloster Santa Cruz in Nova Friburgo (Bundesstaat Rio de Janeiro) zum Bischof. Beide verfielen durch diesen Akt nach katholischem Kirchenrecht der Tatstrafe der Exkommunikation. Die Piusbruderschaft verurteilte die Bischofsweihe scharf und wies auch Vergleiche mit den vier Bischofsweihen durch Lefebvre im Jahr 1988 zurück. Bischof Williamson und Faure würden die römischen Autoritäten offensichtlich nicht mehr anerkennen und nur noch Lippenbekenntnisse liefern.
Faure wohnt bei der bis jüngst den Piusbrüdern nahestehenden traditionalistischen Fraternité Saint-Dominique im Kloster de la Haye-aux-Bonshommes in Avrillé (Maine-et-Loire).